# عرب قوبالی
عرب قوبالی (به لاتین: Ərəb Qubalı) یک منطقه مسکونی در جمهوری آذربایجان است که در شهرستان کردامیر واقع شده‌است. عرب قوبالی ۱۴۱۲ نفر جمعیت دارد.